# Wybory parlamentarne na Tonga w 1984 roku
Wybory parlamentarne na Tonga w 1984 odbyły się 7 maja. Wybierano 9 przedstawicieli ludu i 9 przedstawicieli szlachty do 29-osobowego Zgromadzenia Ustawodawczego na trzyletnią kadencję.
Prawo do głosowania na przedstawicieli ludu mieli wszyscy obywatele Tonga mający ukończone 21 lat, piśmienni i (w przypadku mężczyzn) nienależący do szlachty.
Oprócz przedstawicieli ludu i szlachty w Zgromadzeniu Ustawodawczym zasiadał z urzędu król i mianowana przez niego Tajna Rada, złożona z ośmiu ministrów i dwóch gubernatorów.
Wszyscy członkowie Zgromadzenia Ustawodawczego w 1984 byli mężczyznami.
W 1984 w systemie politycznym Tonga nie było partii politycznych.

## Źródło
- Historical Archive of Parliamentary Election Results (1984). Inter-Parliamentary Union. [dostęp 2016-08-04]. (ang.).